# Ivan Volarić Piturić
Ivan Volarić – Piturić (Vrbnik, Krk, 13. prosinca 1873. - ?), hrvatski slikar i dekorater. Široj javnosti ostao je nepoznat. Stvarao je i na području Boke kotorske. Rođen je u Vrbniku na otoku Krku 13. prosinca 1873. godine, a o njegovoj mladosti i školovanju vrlo se malo zna.